# Discographie de Carly Rae Jepsen
Voici la discographie de la chanteuse canadienne Carly Rae Jepsen, composée d'un album studio, d'un EP, six single et 4 clips vidéo. Jepsen termine à la troisième place lors de la 5e saison de l'émission de télé-réalité Canadian Idol puis signe chez Fontana et MapleMusic. Son premier album studio Tug of War sort en septembre 2008, deux singles entrent dans le classement Canadian Top 40 : Tug of War et Bucket. Ces deux chansons sont certifiées disque d'or par le Canadian Recording Industry Association. Carly Rae Jepsen rencontre le succès international avec le single Call Me Maybe qui atteint la place de numéro un dans de nombreux pays : au Canada, en Australie, au Royaume-Uni aux États-Unis, en France... Son premier extended play Curiosity atteint la 6e place dans son pays d'origine.

## Albums

### Albums studio
| Titre              | Détails |
| ------------------ | --- |
| Tug of War         | - Sortie : 29 septembre 2008 - Label : Fontana, MapleMusic - Format : CD, LP, téléchargement digital          |
| Kiss               | - Sortie : 17 septembre 2012 - Label : 604, School Boys, Interscope - Format : CD, LP, téléchargement digital |
| Emotion            | - Sortie : 21 août 2015 - Label : 604, School Boys, Interscope - Format : CD, LP, téléchargement digital\|-   |
| Dedicated          | - Sortie : 17 mai 2019 - Label : 604, School Boys, Interscope - Format : CD, LP, téléchargement digital       |
| The Loneliest Time | - Sortie : 21 octobre 2022 - Label : 604, School Boys, Interscope - Format : CD, LP, téléchargement digital   |
| The Loveliest Time | - Sortie : 28 juillet 2023 - Label : 604, School Boys, Interscope - Format : CD, LP, téléchargement digital   |

### Extended plays
| Titre     | Détails                                                                                | Meilleure position |
| Titre     | Détails                                                                                | CAN                |
| --------- | -------------------------------------------------------------------------------------- | ------------------ |
| Curiosity | - Sortie : 14 février 2012 - Label : 604 Records - Format : CD, téléchargement digital | 6                  |

## Singles
| Titre                                                                | Année | Meilleure position | Meilleure position | Meilleure position | Meilleure position | Meilleure position | Meilleure position | Meilleure position | Meilleure position | Meilleure position | Meilleure position | Certifications | Album                 |
| Titre                                                                | Année | CAN                | FRA                | AUS                | DAN                | FIN                | IRL                | N-Z                | SUI                | R-U                | É-U                | Certifications | Album                 |
| -------------------------------------------------------------------- | ----- | ------------------ | ------------------ | ------------------ | ------------------ | ------------------ | ------------------ | ------------------ | ------------------ | ------------------ | ------------------ | --- | --------------------- |
| Sunshine on My Shoulders                                             | 2008  | —                  | —                  | —                  | —                  | —                  | —                  | —                  | —                  | —                  | —                  | | Tug of War            |
| Tug of War                                                           | 2008  | 36                 | —                  | —                  | —                  | —                  | —                  | —                  | —                  | —                  | —                  | - Canada : Or | Tug of War            |
| Bucket                                                               | 2009  | 32                 | —                  | —                  | —                  | —                  | —                  | —                  | —                  | —                  | —                  | - Canada : Or | Tug of War            |
| Sour Candy (featuring Josh Ramsay)                                   | 2009  | —                  | —                  | —                  | —                  | —                  | —                  | —                  | —                  | —                  | —                  | | Tug of War            |
| Call Me Maybe                                                        | 2011  | 1                  | 1                  | 1                  | 1                  | 1                  | 1                  | 1                  | 1                  | 1                  | 1                  | - Canada : 4 * platine - Australie : 5 * platine - Belgique : Or - Danemark : Platine - Nouvelle-Zélande : 2 * platine - Suisse : Or - États-Unis : 2 * platine | Curiosity             |
| Curiosity                                                            | 2012  | 18                 | —                  | —                  | —                  | —                  | —                  | —                  | —                  | —                  | —                  | | Curiosity             |
| Good Time (featuring Owl City)                                       | 2012  | 1                  | 4                  | 5                  | 17                 | —                  | 6                  | 1                  | 27                 | 17                 | 9                  | | The Midsummer Station |
| This Kiss                                                            | 2012  | 23                 | —                  | —                  | —                  | —                  | —                  | —                  | —                  | —                  | 86                 | |                       |
| « — » signifie que le single n'est pas sorti ou classé dans le pays. |       |                    |                    |                    |                    |                    |                    |                    |                    |                    |                    | |                       |

### En tant qu'artiste invité
| Titre                                                        | Année | Album          |
| ------------------------------------------------------------ | ----- | -------------- |
| Change for You (The Midway State featuring Carly Rae Jepsen) | 2009  | Change for You |

## Autres chansons classées
| Titre                               | Année | Meilleure position | Meilleure position | Meilleure position | Meilleure position | Meilleure position | Meilleure position | Meilleure position | Album |
| Titre                               | Année | Canada             | Australie          | Danemark           | France             | Irlande            | Royaume-Uni        | États-Unis         | Album |
| ----------------------------------- | ----- | ------------------ | ------------------ | ------------------ | ------------------ | ------------------ | ------------------ | ------------------ | ----- |
| Beautiful (featuring Justin Bieber) | 2012  | 37                 | 48                 | 37                 | 184                | 87                 | 68                 | 87                 | Kiss  |